# Osteíte alveolar

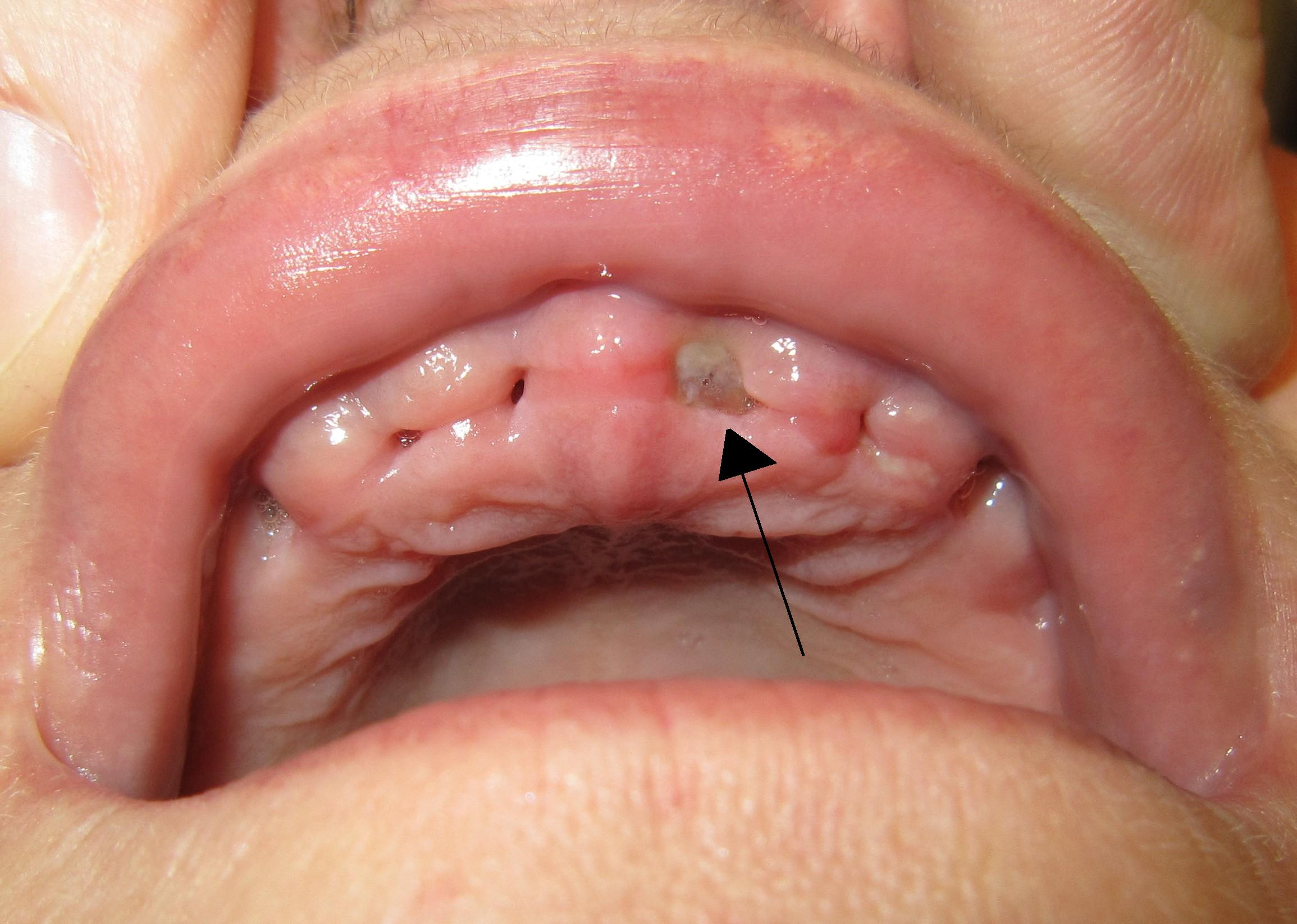
Osteíte alveolar

A osteíte alveolar,  alvéolo seco ou alveolite fribinolítica é uma complicação local e dolorosa, que pode ocorrer após a extração dentária, logo no terceiro ou quarto dia, podendo alongar por até 15 dias, isso ocorre devido a ausência parcial ou total do coágulo intra alveolar, as paredes do alvéolo são claras e muito sensíveis ao toque; podendo apresentar halitose, tendo ou não exposição de tecido ósseo. Entretanto, pode ocorrer edema gengival e linfoadenopatia regional, a dor se torna severa, podendo esta irradiar para o ouvido e pescoço e, dificilmente, ocorrerá edema extraoral, febre ou formação de pus. Na análise histológica, o alvéolo apresenta remanescentes de coágulo e presença de neutrófilos e linfócitos.
A osteíte alveolar ocorre após a extração de um dente, um coágulo sanguíneo é formado no sítio da extração, com a eventual estruturação do coágulo por tecido de granulação, substituição gradual por um osso fibrilar grosseiro e, finalmente, a substituição por osso maduro. A destruição do coágulo inicial impede a cicatrização apropriada e causa esta condição clínica.